# 胡安·坎皮斯特吉
胡安·坎皮斯特吉（西班牙語：Juan Campisteguy，1859年9月7日—1937年9月4日），前烏拉圭總統，1927年至1931年在位。他在任期間，烏拉圭婦女第一次擁有投票權。